# Bematistes arenaria
Bematistes arenaria är en fjärilsart som beskrevs av Sharpe 1902. Bematistes arenaria ingår i släktet Bematistes och familjen praktfjärilar. Inga underarter finns listade i Catalogue of Life.